# Baqirha

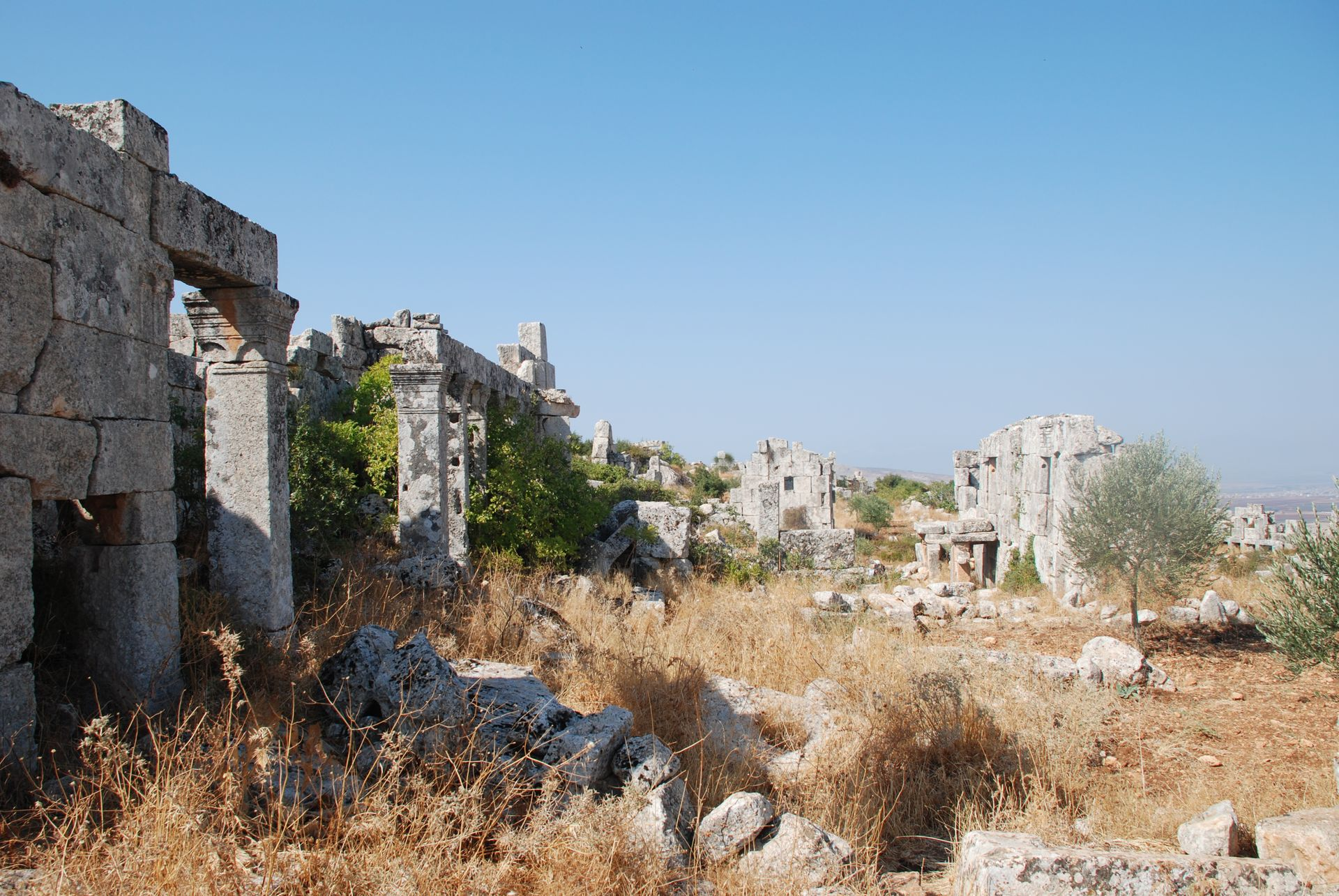
Straße im Ortszentrum mit den Pfeilervorhallen ehemaliger Residenzen

Baqirha, Bāķirḥā; war eine antike Siedlung im Gebiet der Toten Städte im Nordwesten von Syrien. Aus römischer Zeit sind die Ruine eines Tempels und aus frühbyzantinischer Zeit die Reste zweier Kirchen und einiger Residenzen erhalten.

## Lage
Baqirha liegt auf einem Burj Baqirha (Burdsch: arabisch برج „Turm“) genannten Hügel im Gouvernement Idlib am Nordhang des Dschebel Barischa im mittleren Bereich des nordsyrischen Kalksteinmassivs. Sechs Kilometer nordöstlich liegt etwas tiefer am selben karstigen und baumlosen Felshügel die antike Siedlung Ba'uda, von der aus in knapp zwei Kilometern Entfernung der Grenzübergang Bab al-Hawa an der Hauptverbindungsstraße von Aleppo nach Antakya in der Türkei zu sehen ist. Wenige hundert Meter nördlich unterhalb von Baqirha führt die Straße am schlechter erhaltenen Nachbarort Dar Qita vorbei. In südlicher Richtung sind es zwei Kilometer bis zu einer Straßenkreuzung im winzigen Dorf Ras ibn Hosn und weitere vier Kilometer nach Süden zur weitläufigen frühbyzantinischen Siedlung von Barischa, deren Hausruinen im Unterschied zu dem von weitem überschaubaren Baqirha zwischen Bäumen und Büschen versteckt liegen. Die große Siedlung Dehes liegt ebenso weit südwestlich von Baqirha. 
Oberhalb von Baqirha gedeihen nur vereinzelt kleine Olivenbäume, ansonsten ist von Steinbrocken übersätes Grasland vorherrschend, das als Weideland für Schafe und Pferde genutzt wird. Die Ruinenstätte ist unbesiedelt, mehrere kleine Dörfer liegen im Umkreis.

## Geschichte und Stadtbild

### Tempel

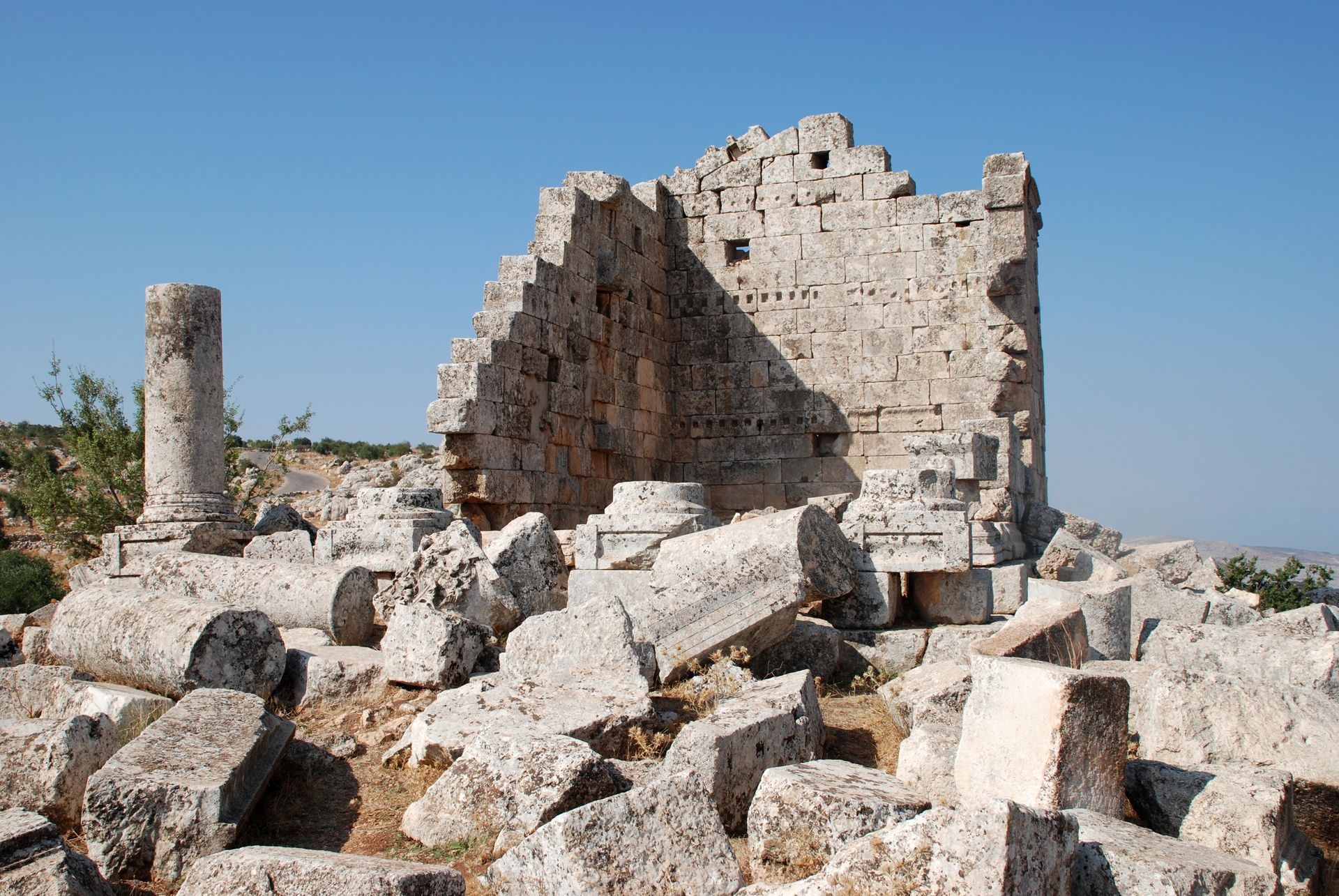
Tempel des Zeus Bomos von Westen

Das älteste Gebäude ist ein römischer Prostylos-Tempel, der am oberen, südlichen Ende abseits der Siedlung nahe der Straße steht. Er wurde möglicherweise an der Stelle eines weit älteren Heiligtums errichtet. Der Tempel aus dem Jahr 161 n. Chr. war Zeus Bomos („Zeus, der Altar“) geweiht, ein lokaler Name für den syrischen Hauptgott Baal. Zeus-Tempel wurden häufig auf Bergen errichtet; ein anderer befand sich in nächster Nähe auf dem Gipfel des Dschebel Sheikh Baraqat (südlich Refade), mehrere um den Gipfel des Hermon. Welche Gottheit im Tempel des zwei Kilometer östlich gelegenen Ortes Babisqa verehrt wurde, ist nicht bekannt. 
Über der Sockelzone des Tempels, der mit dem Baal-Shamin-Tempel in Palmyra vergleichbar ist, erhob sich ein rechteckiger Bau aus mächtigen Kalksteinquadern, dem an der Westseite eine Eingangshalle mit vier Pfeilern vorgestellt war. Die östliche Rückwand bis zum Giebel und ein Teil der Nordwand blieben erhalten. Vor dem Tempel liegen die Abschnitte der zusammengestürzten Säulen und korinthische Kapitelle.
Zwei Wohnhäuser aus dem 3. Jahrhundert sind in Ruinen erhalten, die übrigen Häuserruinen stammen aus dem 4. bis 7. Jahrhundert. Der Glaubensstreit im 4. Jahrhundert scheint sich in Baqirha nur allmählich zugunsten des Christentums entschieden zu haben. Schon bald nach der Herrschaft des römischen Kaisers Julian (360–363) sind die ersten Christen inschriftlich belegt. Ab 384 besaß ein Diakon mit Namen Mikalos ein eigenes Haus. Zugleich hielt sich die Zeus-Verehrung hier und in Dar Qita bis zum Ende des 5. Jahrhunderts.

### Westkirche
Die frühere und schlechter erhaltene der beiden Kirchen ist die Westkirche, die laut Butler 501 erbaut wurde. Er beruft sich bei der Datierung auf eine Inschrift, die sich nicht am Kirchengebäude, sondern über dem nördlichen Eingang der Umfassungsmauer des Temenos befand. Es gab vermutlich einen Vorgängerbau, der nach Butler Stilmerkmalen zufolge aus dem 4. Jahrhundert stammt. Diesen ersten Bau datiert Strube auf 416. Das Datum ist auf der Weihinschrift über der östlichen der beiden Türen an der Südseite zu lesen, also dem Eingang für die männlichen Gemeindemitglieder. Dort werden drei Namen genannt: „Kyriakos Presbyteros“, der zugleich Architekt war, „Mikalos Diakonos“ und ein „Krisianos“. Über der westlichen Tür, die zum hinteren Frauenbereich führte stand: „Es gibt einen Gott und seinen Christus und den Heiligen Geist. Möge er denen helfen, die ihn fürchten.“
Erhalten geblieben sind vom älteren Bau nur die Fundamente der halbkreisförmigen Apsis. Beim Umbau wurde die Apsis an der Ostwand in einen rechteckigen Anbau umgewandelt, was der lokalen Bautradition entsprach. Dieser dreischiffige Bau mit gerader Ostwand und geschlossener Westwand glich damit kleineren Dorfkirchen wie der schmucklosen Klosterkirche von Sitt er-Rum. Quader des Mauerwerks liegen verstreut herum, die Nord- und Westwand ist teilweise, von der Südwand ist nur noch die untere Lage erhalten. Die älteren Säulen im Kirchenschiff besaßen ionische Kapitelle, die korinthischen und toskanischen Kapitelle stammen wohl aus der zweiten Bauphase. Das Kirchenschiff wurde von vier Säulen je Reihe getragen. Über den Rundbogenfenstern verliefen entsprechend der städtischen Bautradition an den Außenwänden wulstförmige Reliefbänder, die sich an den Enden zu Voluten rollten. Erstmals in der christlichen Architektur Syriens – sollte die Bauzeit um 500 stimmen – wurden die Außenwände mittig und an den Ecken durch Pilaster gegliedert. Die Ausbildung der Türlaibung am südlichen Haupteingang mit schwerem Wulstprofil, Flechtband und Blattfächern steht in der Tradition der Eingangstür der Basilika von Qalb Loze.
Die inschriftliche Datierung am profilierten und durch Blattmotive ebenso reich dekorierten Portal der Umfassungsmauer kann auch als 491 gelesen werden. Das Portal muss nicht zwangsläufig gleichzeitig mit dem Umbau der Kirche entstanden sein, folglich könnte der Kirchenneubau um 490 oder später erfolgt sein. Strube übernimmt das Datum 501 für den Umbau, bei dem die gesamte Ostseite erneuert wurde.
Das quadratische Baptisterium etwas entfernt von der Südostecke der Kirche ist wesentlich besser erhalten. Es war in einen vor der südlichen Längsseite der Kirche liegenden Hof integriert, der nach außen durch eine Mauer abgeschlossen war. An zwei Seiten dieser Mauer verlief innen ein pfeilergestützter Wandelgang.

### Ostkirche

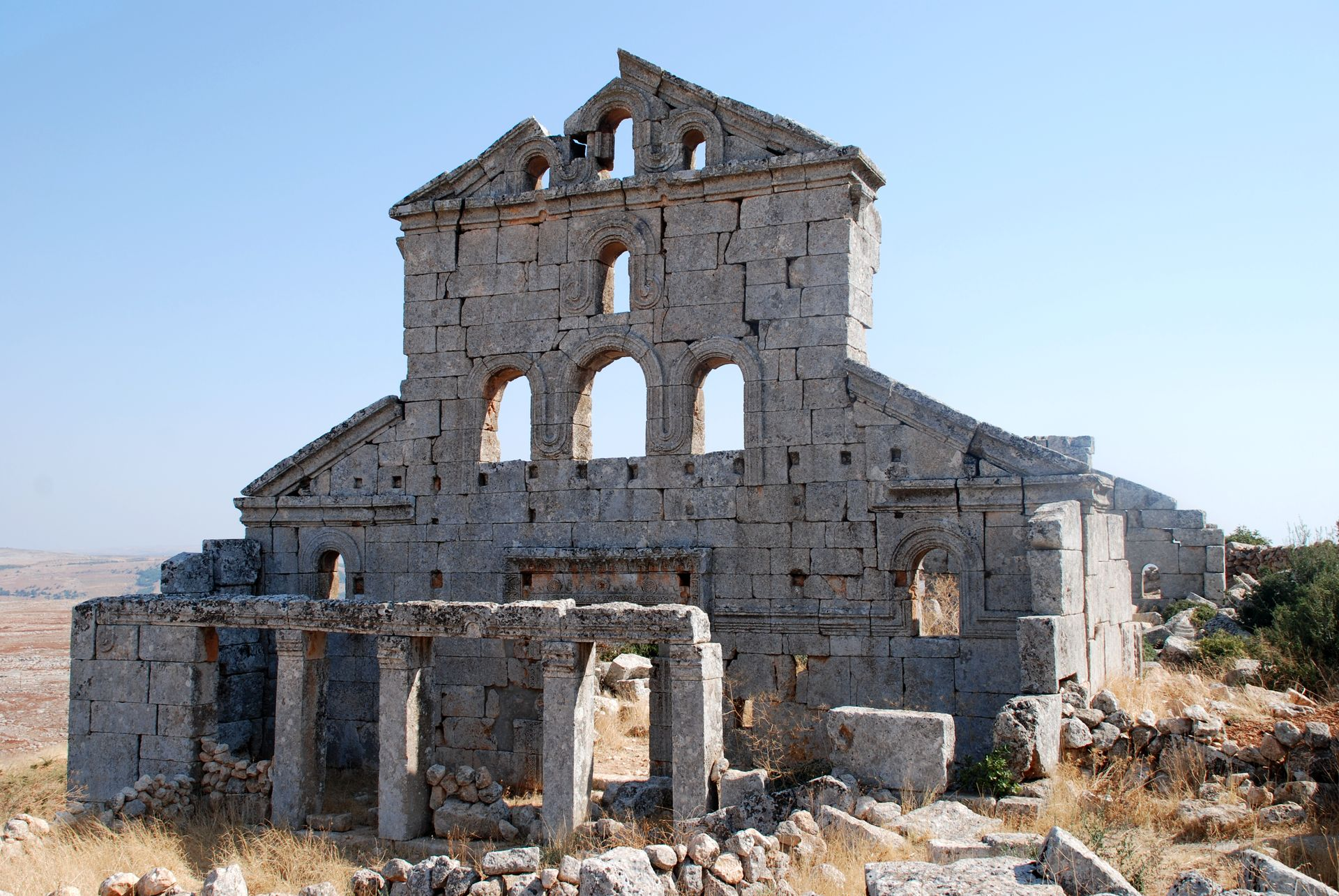
Westgiebel der Ostkirche. Nachträglich angebrachte Lochreihe als Auflager für das Dachgebälk der Vorhalle

Die Ostkirche ist von weitem an ihrem vollständig erhaltenen Westgiebel zu erkennen, der in Richtung der Straße blickt. Sie liegt etwa 100 Meter unterhalb des Tempels. Die Datierung der letzten Bauphase wird ebenso diskutiert wie die Entstehungszeit der ersten Kirche an diesem Ort. Auf das Jahr 546 n. Chr. verweist eine Inschrift auf dem Sturz des Westportals, was dem Jahr 595 der Ära von Antiochia entsprach, der Hauptstadt des damaligen Verwaltungsbezirks Antiochene. Auch bei dieser Kirche bereitet die Frage Schwierigkeiten, in welchem Umfang Bauteile älterer Kirchen wiederverwendet wurden, oder ob ein stilistischer Rückgriff auf die Bauformen des berühmten Architekten Markianos Kyris (um 400) erfolgte.
Die Ostwand der dreischiffigen Säulenbasilika ist bis zum Gesims im Obergeschoss erhalten. Butler beschreibt, die sechs Säulen je Mittelschiffwand lägen wie vor Jahrhunderten zusammengestürzt am Boden. Er besuchte die Ruinenstätte 1900 und 1905 jeweils kurz, im April 1909 fertigte er einen Lageplan von Dar Qita und Baqirha an. Im grasüberwachsenen Kirchenschiff finden sich heute nur noch Quadersteinreste der Außenmauern. Die Apsis im Osten war rechteckig, an der Westfassade war eine Vorhalle mit vier Pfeilern, geschlossenen Seitenwänden und Pultdach angebaut. Das Westportal ist wie bei der zur selben Zeit gebauten Sergiuskirche von Dar Qita dem älteren Stil von Meister Kyris nachempfunden. Beyer erkennt hier einen wiederverwendeten älteren Sturz, dem bei einem Umbau ein weiteres Gesims darüber hinzugefügt worden ist. Folglich müsse die gesamte Kirche umgebaut worden sein. Darauf weisen auch die geringen Abmessungen hin, die besonders bei Kirchen in der ersten Hälfte des 5. Jahrhunderts üblich waren.
Der an der südlichen Längsseite angebaute Narthex mit Pultdach hatte vier Pfeiler, während der ansonsten ähnliche Anbau der Sergiuskirche von vier Säulen getragen wurde. Er wurde auf jeden Fall später, vielleicht um 600 hinzugefügt.
Wie fast alle Orte im Kalksteinmassiv erlangte Baqirha seinen Wohlstand hauptsächlich durch den Export von Olivenöl. Die noch aufrecht stehenden Pfeilerportiken einiger herrschaftlicher Residenzen oder Handelshäuser zeugen vom städtischen Charakter des Ortes.